# Anne Gasnier
Pour les articles homonymes, voir Gasnier.
Anne Gasnier (née vers 1611 dans la paroisse Saint-Germain-de-l'Auxerrois de Paris, en France, et inhumée le 27 juin 1698 à Québec, en Nouvelle-France) est une dévote française du XVIIe siècle, venue en Nouvelle-France en 1649 pour prendre soin des miséreux. Elle est arrivée à Québec en compagnie de sa fille Claire-Françoise de Clément du Vuault et de son gendre Denis-Joseph de Ruette d'Autheuil. L'Ursuline Marie Guyart, sœur Marie de l'Incarnation en religion, dira d'elle qu'elle était « La mère des misérables et l'exemple de toutes sortes de bonnes œuvres. Avant que de passer en Canada, où elle n'est venue que par un principe de piété et de dévotion, elle était veuve de M. de Monceaux, gentilhomme de qualité.» 

## Biographie
Mariée à Jean Clément du Vuault de Monceaux en 1625, lequel meurt quelques années plus tard, elle se remarie en 1655 avec un ingénieur-arpenteur du roi, Jean Bourdon de Romainville. 
Le 16 septembre 1650, Nicolas Pinel s'est engagé à mettre en valeur la terre de Monceaux près de la rivière du Cap Rouge au Québec durant deux ans, en tant que fermier avec Anne Gasnier. En 1667, Jean Talon, amie de Anne Gasnier rachète le domaine de Monceaux pour s'y établir. 
Elle est l'amie de Barbe de Boulogne. En 1668, elle fut désignée par Jean Talon comme responsable du recrutement des filles du roi à marier et de l'entreprise de peuplement de la Nouvelle-France.
À la mort de son second époux Jean Bourdon, Anne Gasnier hérite des biens de son époux dont un petit appartement d'un logis de Québec qui consiste en « la chambre cabinet cave » qui est au bas de la descente ou chemin de la Basse-Ville et de la jouissance des autres biens de Jean Bourdon en particulier du fief Saint-Jean (un grand corps de logis et un petit corps de logis) dans la Haute-Ville (chemin Saint-Jean) où elle vit la plupart du temps avec ses deux plus jeunes enfants qu'elle élève, Jean-François 19 ans et Jacques 13 ans. Elle met à disposition sa demeure et se consacre à l'accueil des jeunes filles à marier de France et devient leur tutrice, le temps pour elles d'établir leur contrat de mariage. Elle veille à la bonne organisation des rencontres, et signe les contrats en tant que témoin pour beaucoup d'entre elles. Elle fait également plusieurs fois le trajet sur les vaisseaux du Roy afin de les accompagner. (Banq numérique patrimoine Québécois.)